# ۳۰ فروردین
۳۰ فروردین سی امین روز سال در گاه‌شماری خورشیدی است. به پایان سال ۳۳۵ روز (۳۳۶ روز در سال کبیسه) مانده‌است.

## رویدادها
- ۱۲۵۲ - آغاز نخستین سفر ناصرالدین‌شاه به اروپا
- ۱۳۸۸ - حادثه معدن باب نیزو
- ۱۴۰۱ - رسوایی سیسمونی گیت
- ۱۴۰۱ - آغاز اعتراضات ۱۴۰۱ مالباختگان ایران

## زادروزها
- ۱۲۹۰ - محمدتقی دانش‌پژوه، نویسنده
- ۱۳۲۰ - علی موسوی گرمارودی، شاعر
- ۱۳۲۰ - سید محمود دعایی، سیاستمدار
- ۱۳۳۳ - مهدی باکری، نظامی
- ۱۳۳۵ - حمیدرضا صدر، نویسنده
- ۱۳۷۱ - مرتضی پورعلی‌گنجی، فوتبالیست
- ۱۳۷۶ - عارف غلامی، فوتبالیست

## درگذشت‌ها
- ۱۲۸۸ - هوارد باسکرویل، آموزگار آمریکایی مدرسه مموریال تبریز
- ۱۳۹۲ - غلامرضا رضوانی، از اعضای دوره ششم شورای نگهبان
- ۱۴۰۳ - پرویز داودی، از اعضای حقیقی مجمع تشخیص مصلحت نظام
- ۱۴۰۴ - سید جعفر حمیدی، شاعر، نویسنده، پژوهشگر، استاد زبان و ادبیات فارسی

## مناسبت‌ها
- روز بزرگداشت سید اسماعیل و روز علوم آزمایشگاهی بالینی در ایران[۱][۲]